# پل روگری
پل روگری (به انگلیسی: Paul Ruggeri) ژیمناست زادهٔ ۱۲ نوامبر ۱۹۸۸ میلادی اهل کشور ایالات متحده آمریکا است.